# Iranocichla hormuzensis
Iranocichla hormuzensis ist eine Fischart aus der Familie der Buntbarsche (Cichlidae). Sie kommt im Iran im Einzugsgebiet des Mehran vor, der nördlich der Insel Qeschm in die Straße von Hormus mündet. Genetische Unterschiede und Unterschiede in der männlichen Brutfärbung führten zur Beschreibung einer zweiten Iranocichla-Art (Iranocichla persa). Eine dritte Form, die im Fluss Kol zwischen den Verbreitungsgebieten von Iranocichla hormuzensis und Iranocichla persa vorkommt, ähnelt in der Brutfärbung der Männchen Iranocichla hormuzensis, steht genetisch aber Iranocichla persa näher. Die Iranocichla-Arten sind durch eine allopatrische Artbildung entstanden.

## Merkmale
Iranocichla hormuzensis hat eine typische Buntbarschgestalt. Männchen werden etwa 10 cm, Weibchen bleiben mit einer Länge von 8 cm etwas kleiner. Männchen sind dunkel mit weißen, leicht bläulichen Flecken, Weibchen sind hellgrau gefärbt mit einigen schwach sichtbaren senkrechten Streifen auf den Flanken. Die Rückenflosse der Tiere wird von 14 bis 16 Stacheln und von 9 bis 11 Weichstrahlen gestützt. Die Anzahl der Weichstrahlen in der Afterflosse beträgt 6 bis 9, die Wirbelzahl 28 – 30. Rücken- und Afterflosse sind abgerundet. Die Brustflossen sind kurz und reichen nicht bis zu den Bauchflossen. Die Schuppen sind cycloid, hinten mit einigen unregelmäßigen Höckern. Wange, Kiemendeckel, Kehle, Bauch und der Bereich zwischen Brustflossen und Bauchflossenbasis sind wenig beschuppt oder unbeschuppt. Das bezahnte Feld der unteren Pharyngealia ist annähernd rund, die Zähne gleich groß. Die mittlere Länge der unteren Pharyngealia beträgt 31,8 bis 40,9 % der Kopflänge. Eine Apophyse zur Stützung der Schwimmblase liegt rund um den vierten Wirbel. Das Mesethmoid, ein Schädelknochen, und das Pflugscharbein (Vomer) berühren sich nicht.

## Lebensweise
Iranocichla hormuzensis kommt vor allem in brackigen, salzigen Gewässern, seltener in Süßgewässern vor, die über Schlammböden verfügen, sehr warm und unbeschattet sind. Die einzige Vegetation der Gewässer sind krustierend wachsende Algen. Während der winterlichen Regenzeit erfolgt ein massiver Zustrom von Süßwasser. Magenuntersuchungen zeigen das Iranocichla hormuzensis vor allem Algen frisst, darunter auch Kieselalgen. Wie alle Buntbarsche der Tribus Oreochromini ist Iranocichla hormuzensis ein Maulbrüter. Die Weibchen, die die Maulbrutpflege übernehmen, können bis zu 38 Eier legen. Wegen des kleinen Verbreitungsgebietes und der Verschmutzung der Wohngewässer mit auslaufendem Öl ist die Art möglicherweise vom Aussterben bedroht. Die IUCN listet die Art nicht.